# ستار ثيوري غيمز
ستار ثيوري غيمز (بالإنجليزية: Star Theory Games)، كانت شركة أمريكية  مطورة لألعاب الفيديو، مقرها بالفيو، تأسست عام 2008، وأعلنت حلها عام 2020.